# Runaway (utwór muzyczny Sahlene)
Runaway – utwór szwedzkiej piosenkarki Sahlene, nagrany i wydany w formie singla w 2002, umieszczony na debiutanckiej płycie artystki pt. It's Been a While (2003). Piosenkę napisali Pearu Paulus, Ilmar Laisaar, Alar Kotkas i Jana Hallas.
Utwór reprezentował Estonię podczas finału 47. Konkursu Piosenki Eurowizji.

## Historia utworu
Muzykę do utworu skomponowali Pearu Paulus, Ilmar Laisaar, Alar Kotkas, natomiast słowa napisała Jana Hallas. Autorzy napisali wcześniej eurowizyjną propozycję „Once in a Lifetime” dla Ines, która pierwotnie miała zaśpiewać także i „Runaway” (nagrała nawet wersję demonstracyjną singla), jednak ostatecznie nie zgodziła się na występ w krajowych eliminacjach z powodu wcześniej zaplanowanych zobowiązań telewizyjnych w Szwecji. Utwór został wówczas zaproponowany kilku estońskim wokalistom, jednak żaden z nich nie chciał go zaśpiewać, dlatego autorzy skontaktowali się z wytwórnią Virgin Records i złożyli propozycję współpracy Sahlene. Za mastering piosenki odpowiedzialny był Björn Engelmann. W marcu piosenka została nieco przearanżowana w studiu w Sztokholmie
W 2002 utwór został zakwalifikowany do stawki finałowej Eurolaul 2002, estońskich eliminacji do 47. Konkursu Piosenki Eurowizji. Został zaprezentowany jako dziewiąty w kolejności podczas koncertu finałowego, rozegranego 26 stycznia, a wykonawczynię wokalnie wsparli Pearu Paulus, Kaire Vilgats, Dagmar Oja, a na gitarze zagrał Johannes Lõhmus. Utwór otrzymał największą liczbę 85 punktów od międzynarodowej komisji jurorskiej (w składzie: Nicki French z Wielkiej Brytanii, L-G. Alsenius ze Szwecji, Nusa Derenda ze Słowenii, Louie Walsh z Irlandii, Bo Halldorsson z Islandii, Mannfred Witt z Niemiec, Marlain Angelides z Cypru i Moshe Datz z Izraela), dzięki czemu został propozycją reprezentującą Estonię podczas finału Konkursu Piosenki Eurowizji. Tuż po finale eliminacji pojawiły się pogłoski o popełnieniu przez twórców piosenki plagiatu przeboju „I Believe I Can Fly” R. Kelly'ego. Jeden z autorów kompozycji, Alar Kotkas, zaprzeczył oskarżeniom. Przed finałem Eurowizji 2002 piosenka była faworytem bukmacherów do zdobycia pierwszego miejsca w konkursie. 25 maja Sahlene zaśpiewała ją w finale, a podczas występu towarzyszyły jej dwie chórzystki: Jelena Juzvik i Lena Olsson-Björkén, a także perkusista Jüri Mazuchak oraz gitarzyści: Charlotte Berg i Joel Sahlin, prywatnie brat Sahlene. Utwór zdobył 111 punktów, zajmując trzecie miejsce.

## Lista utworów
CD single
1. „Runaway” – 2:53
2. „Runaway” (Double N Remix Radio Edit) – 3:30

CD-maxi single
1. „Runaway” – 2:53
2. „Runaway” (Double N Remix Radio Edit) – 3:30
3. „Runaway” (Double N Remix Radio Extended) – 5:37

## Notowania na listach przebojów
| Kraj    | Lista (2002)  | Pozycja |
| ------- | ------------- | ------- |
| Szwecja | Singles Top60 | 20      |